# Gesundheitswesen in Kenia
Das Gesundheitswesen in Kenia befasst sich hauptsächlich mit Tropenkrankheiten, vor allem Malaria, HIV/AIDS, Hepatitis und den Folgen der Mangel- und Unterernährung der kenianischen Bevölkerung. Im Jahr 2003 waren 16,5 % der Kinder unter fünf Jahren unterernährt, 11 % der Kinder kamen bereits untergewichtig auf die Welt. Die medizinische Versorgung ist vor allem in ländlichen Regionen schlecht, im Jahr 2006 verfügte Kenia über 14 Krankenhausbetten und einen Arzt für je 10.000 Einwohner. Nach Angaben von UNAIDS sind 7,1 bis 8,3 % der erwachsenen Bevölkerung (15–49 Jahre) HIV-positiv.

## Daten zum Gesundheitswesen

### Kindersterblichkeit
| Kindersterblichkeit in Kenia | Kindersterblichkeit in Kenia | Kindersterblichkeit in Kenia |
| ---------------------------- | ---------------------------- | ---------------------------- |
| Erhebungsjahr                | je 1000 Lebendgeburten       | vor dem 5. Lebensjahr        |
| 1962                         | 120                          | 211                          |
| 1970                         | -                            | 96                           |
| 1993                         | 60                           | 100                          |
| 2003                         | 78                           | 114                          |
| 2004                         | -                            | 120                          |
| 2006                         | 79                           | -                            |
| 2008                         | 52                           | 74                           |

Nach einem deutlichen Anstieg der Kindersterblichkeit zwischen 1993 und 2003 sanken die Werte in einer 2008 durchgeführten Untersuchung wieder. Als Gründe werden der vermehrte Gebrauch von Moskitonetzen und die höhere Durchimpfungsrate genannt. Die mittlere Lebenserwartung lag im Jahr 1948 bei 38 Jahren, 1989 bereits bei 59 Jahren. 2006 sank dieser Wert auf 53 Jahre. Die Müttersterblichkeit betrug 0,56 % (560 Todesfälle auf 100.000 Lebendgeburten) im Jahr 2005.

### Todesursachen
1992 war die mit 26 % häufigste Todesursache in Kenia eine Malariaerkrankung, gefolgt von Atemwegsinfektionen mit 22 %. Hauterkrankungen, parasitäre Erkrankungen und Magen-Darm-Infekte verursachen insgesamt 16 % aller Todesfälle. Die häufig anzutreffende Mangelernährung ist eine der Hauptursachen für den schlechten Gesundheitszustand vieler Kenianer.

### Entwicklung der Lebenserwartung
| Jahr | Lebenserwartung in Jahren | Jahr | Lebenserwartung in Jahren |
| ---- | ------------------------- | ---- | ------------------------- |
| 1960 | 46,4                      | 1990 | 57,5                      |
| 1965 | 49,4                      | 1995 | 53,9                      |
| 1970 | 52,2                      | 2000 | 51,7                      |
| 1975 | 55,0                      | 2005 | 55,8                      |
| 1980 | 57,8                      | 2010 | 62,9                      |
| 1985 | 59,1                      | 2015 | 66,6                      |

## Gliederung des Gesundheitswesens
Kenia verfügt über staatliche und private Einrichtungen. Darüber hinaus unterhalten viele kirchliche Institutionen Krankenhäuser, Ambulanzen und Polikliniken. 1963 gab es in Kenia 148 Krankenhäuser, 1993 war die Zahl auf 308 angewachsen. Auch die Zahl der ambulanten Einrichtungen nahm stark zu. 1993 hatten 65 % der Bevölkerung eine medizinische Einrichtung im Umkreis von 15 km. Im Jahr 1984 waren 43 % aller Einrichtungen im Gesundheitswesen privat geführt. Fred M. Siyoi ist Chef-Pharmazeut der kenianischen Gesundheitsbehörde. Auf internationaler Ebene existiert seit 4. Mai 2010 eine Vollmitgliedschaft am WHO Programme for International Drug Monitoring, einem Netzwerk zur Pharmakovigilanz.